# Antenor
Antenor era um ancião troiano, companheiro do rei Príamo. Dois de seus filhos, Agenor e Acamante foram, junto de Eneias, filho de Anquises, e Teano, os líderes dos dardânios, aliados de Troia, que vieram ajudar a cidade.
Os demais aliados foram:
- Acamante, filho de Eusorus, pelos trácios
- Eufemo, filho de Troezenus, pelos cicones
- Pyraechmes, pelos Paeonians
- Pylaemenes, filho de Bilsates, pelos paflagônios[1]
- Pandarus, filho de Licaão, de Zelia
- Adrasto e Amphius, filhos de Merops, da Adrastia
- Ásio, filho Hyrtacus, de Arisbe
- Hippotous, filho de Pelasgo, de Lárissa
- Chromius e Ennomus, filhos de Arsinous, da Mísia
- Odius e Epistrophus, filhos de Mecisteus, dos Alizones
- Phorcys e Ascanius, filhos de Aretaon, da Frígia
- Mesthles e Antiphus, filhos de Talaemenes dos Maeonians
- Nastes e Amphimachus, filhos de Nomion, da Cária
- Sarpedão, filho de Zeus e Glauco, filho de Hippolochus, da Lícia[2]

No texto atribuído a Dares da Frígia, Antenor, Polydamas, Ucalegon, Dolon e Eneias, traíram a pátria  e auxiliaram os inimigos a entrarem em Troia. Depois de terminada a guerra, Antenor liderou um contingente de 2500 troianos. Durante a guerra morreram 866.000 gregos e 676.000 troianos, destes sobrevivendo apenas 3400, que seguiram Eneias, 2500, que seguiram Antenor e 1200, que seguiram Heleno e Andrômaca.
Segundo outra versão, ele partiu antes de Eneias para a Itália, onde fundou a cidade de Pádua.